# Línea M-150 (Campo de Gibraltar)
La Línea M-150 es una ruta de transporte público en autobús del Consorcio de Transporte Metropolitano del Campo de Gibraltar. Une Algeciras y Tarifa. Es la principal comunicación de transporte público metropolitano de Tarifa, y por las mañanas es reforzada con autobuses de las líneas M-160 y M-161.
Precisamente en esta línea es en la que más usuarios utilizan la tarjeta del Consorcio, representan el 50% del total.
Desde el 5 de febrero de 2010, los autobuses con destino Algeciras realizan parada en el Mirador del Estrecho. En enero de 2017 se restableció la parada de Moncayo, en Algeciras.

## Línea M-151
Entre junio y septiembre circula una línea nocturna de fin de semana (bus búho) entre Algeciras y Tarifa, con las mismas paradas y 8 frecuencias diarias.